# Baby Hold On
Baby Hold On è il primo singolo discografico del cantante statunitense Eddie Money, pubblicato nel 1978 ed estratto dal suo primo album in studio Eddie Money.

## Tracce
- 7"

1. Baby Hold On
2. Save a Little Room in Your Heart for Me

## Classifiche
| Classifica (1978) | Posizione massima |
| ----------------- | ----------------- |
| Stati Uniti       | 11                |

## In altri media
- La canzone è ripresa per diversi film, ovvero Sognando Manhattan (1991), Imaginary Heroes (2004), Roll Bounce (2005), A Little Help (2010), Joe Dirt 2 - Sfigati si nasce (2015) e The Conjuring - Per ordine del diavolo (2021).
- La canzone è inclusa nei videogiochi Grand Theft Auto: Vice City Stories (2006) e Rock Band 3 (2010).